# 柑橘類
柑橘類（かんきつるい）は、ミカン科ミカン亜科ミカン連（カンキツ連）の、ミカン属など数属の総称である。漢籍由来の言葉ではなく日本での造語で、ミカン（蜜柑）やタチバナ（橘）に代表される。

## 定義
柑橘類とされる「ことがある」属は以下のとおり。
- ミカン属（カンキツ属） Citrus
- キンカン属 Fortunella
- カラタチ属 Poncirus
- クリメニア属 Clymenia
- エレモシトラス属 Eremocitrus
- ミクロシトラス属 Microcitrus

なお関連する属分類は諸説あるが、ここではウォルター・テニソン・スウィングルや田中長三郎による属を使う。
狭義にはミカン属・キンカン属・カラタチ属の3属からなる。近縁な中で農業的に栽培されるのはこれら3属であり（ただしカラタチ属は主に台木として栽培される）、この定義は農業分野に多い。
広義にはそれらにクリメニア属を加えた4属、すなわち、田中による分類での「カンキツ連」に等しい。この定義は分類（の一説）に基づいており、植物学分野に多い。
まれに、さらに広義の定義として、エレモシトラス属・ミクロシトラス属を含めた6属、すなわち、ウォルター・テニソン・スウィングルによる分類での「真正カンキツ類」とすることがある。
逆に最も狭義には、ミカン属のみとする。この用法は、Citrus を柑橘類と訳した翻訳文献でしばしば見られる。また、「統計上」という但し書きでミカン属とする資料もある。ただし実際には、日本の農業統計ではキンカンはカンキツ類に含まれている（カラタチはデータなしのため扱い不明）。

## 語釈
「柑橘類」という言葉は日常生活および産業上において頻用される日用語であり、英訳する際には通常 citrus と訳される。この言葉は属の学名 Citrus が日用語に採り入れられたもので、現在では Citrus よりも広い範囲の樹木や果実を指すようになっている。
しかし Citrus と明確に区別するため、植物分類ではしばしば「citrus fruit」という表現が使われ、「柑橘類」と対訳される。これは厳密には柑橘類よりやや広く、ウォルター・テニソン・スウィングルによる分類でのミカン亜連の13属の総称である（Swingle & Reece 1967での正確な表現は「Citrus Fruit Tree」）。
学名 Citrus は、和名ミカン属にあたり、日用語 citrus 「柑橘類」よりも狭い。ただし、キンカン属とカラタチ属をミカン属に含める場合、狭義の（3属からなる）柑橘類と等しい。なお、Citrus 自体はある種の樹木を指すローマ時代のラテン語 citrus からである。
「柑」と「橘」は、完熟した甘味の果実と青い酸味の果実を意味する。「矞」は青いという音符である。

## 特徴

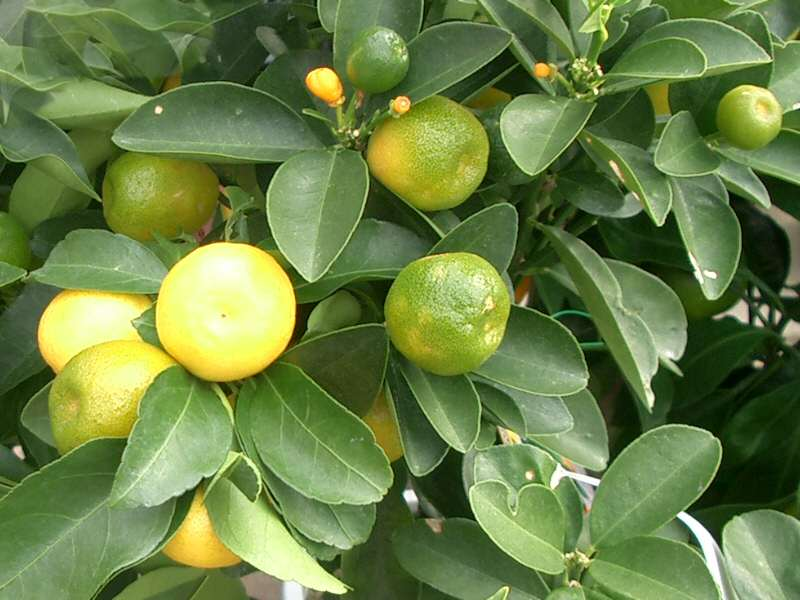
柑橘類の果樹

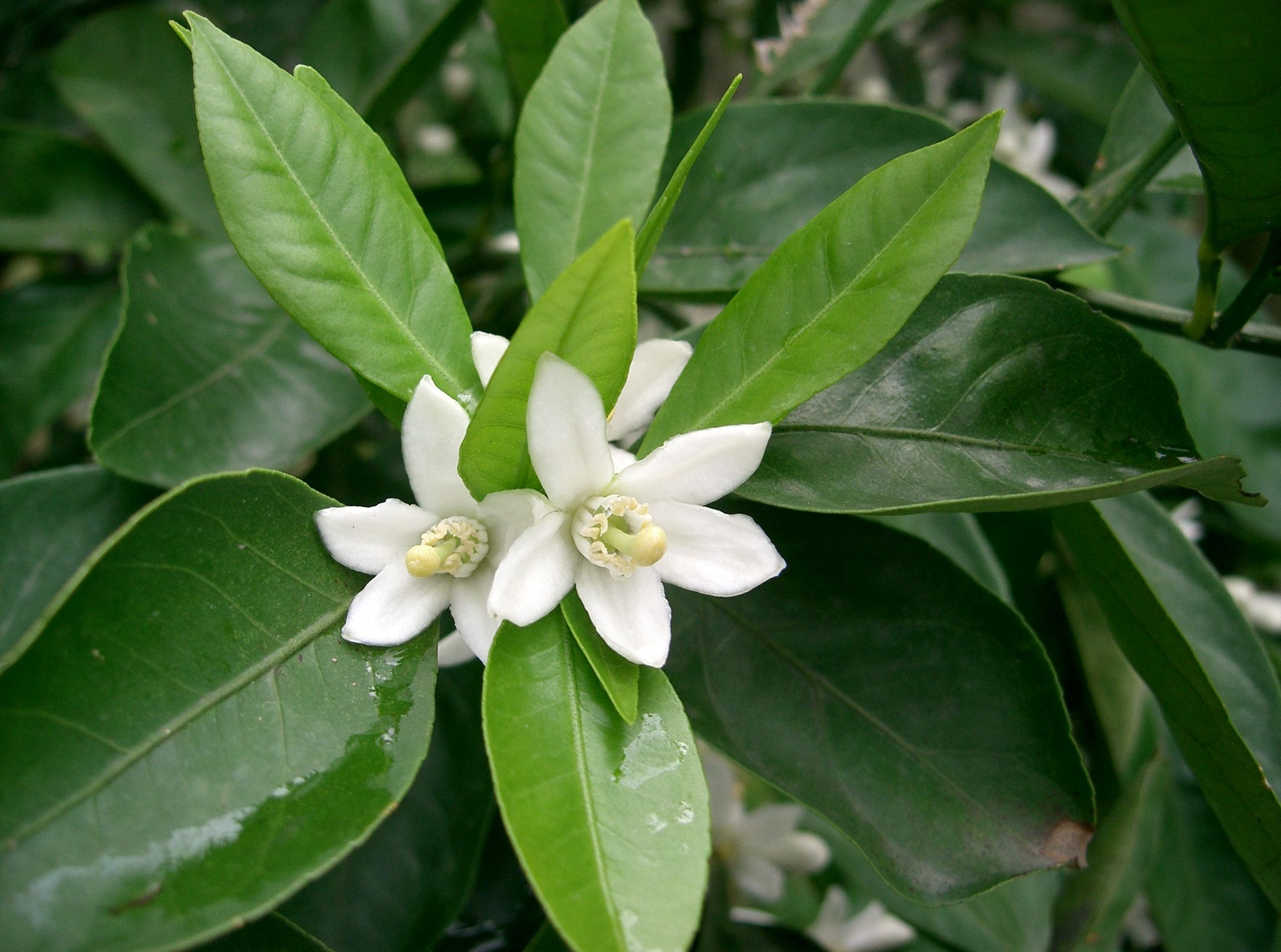
柑橘類の花卉

### 果実
柑橘類の果実は食用となる。果実の「爽やかな香り」と「甘酸っぱい味」が特徴。甘い種類は生食・ジュースや製菓材料として、酸味が強い種類は菓子のほか料理の酸味づけとして世界各地で広く利用される。ユズ、スダチ、カボスのように高い香りとともに強い酸味をもち生食よりも料理などに利用することが一般的なものを香酸柑橘という。オレンジやレモンのように世界的にポピュラーなものもあれば、地域ごとに特色のある柑橘類も存在し利用方法も様々である。
果実は10個前後の小袋が放射状に並んだ形状をしており、小袋をじょうのう（瓤嚢）、小袋の薄皮をじょうのう膜、小袋の中身（いわゆる果肉）を砂じょう（砂瓤）と呼ぶ。じょうのう膜は食べることができるが、種類によって厚さが異なり、また食習慣・好みによって取り除かれることがある。
砂じょうは涙形の長さ数ミリメートル程度の粒で、じょうのう膜の中に無数に詰まっている。砂じょうの表面は薄い膜があり、その中は果汁で満たされている。じょうのう膜の中には硬く食用にならない種子もあるが、ウンシュウミカンのように種子がない場合もある。
果皮の表面には直径1ミリメートル程度の球形の油胞が無数に存在し、リモネンをはじめとする精油が含まれている。一般に油胞には果肉よりも豊富な香り成分が含まれるが、苦味がある。果皮の内側は白く柔らかい綿状または繊維質をしておりアルベド(albedo)と呼ばれる。レモンやユズのように表面を薄く剥いたりすり下ろして菓子や料理の風味づけに使ったり、アルベドも含めて砂糖漬けやマーマレードにしたり、あるいは乾燥させて食用にする場合もある。

### 樹
カラタチなど、一部を除いて常緑であり、樹高も低木の範疇に収まるものがほとんどである。古くから日本の広い地域で栽培、利用されているが、ルーツは熱帯から亜熱帯にあり耐寒性のない種類も多い。棘を持つもの、葉に芳香成分を含むものが目立ち、蝶類の幼虫の食餌として好まれる傾向がある。

### 木材
蜜柑やレモンは低木な為に小さな材しか取れないものの、緻密で弾力に富み、強度と靱性に優れ、割れにくい特徴から、一部の楽器や手で握る道具の柄など利用される。
材木として栽培されている訳ではないので一般に流通する事は少ない。
レモンウッドとして流通する木材とは異なる。

## 果実特性
柑橘類の果実特性には、果形指数、果実重、果皮色、果皮厚、果肉歩合、果肉色、含核程度、糖度、酸含量などがある。
- 果形指数
果形指数は果実の横径 / 縦径 × 100（%）の数値で、数値が大きいほど扁平、小さいほど腰高である[17]。
- 果実重（g）
- 果皮色
果実の種類によってレモン色系カラーチャートまたはオレンジ色系カラーチャートで数値化する[16]。
- 果皮厚（mm）
- 果肉歩合
果肉歩合は果実の果肉重 / 果実重 × 100（%）の数値で、果実の可食部の割合を示している[17]。
- 果肉色
果実の種類によってレモン色系カラーチャートまたはオレンジ色系カラーチャートで数値化する[16]。
- 含核程度
完全種子数を階級で数値化する[16]。
- 糖度（%）
- 酸含量 (g / 100mL)

## 健康への影響
柑橘類には、オレンジやレモンのようにビタミンCやカロテン、クエン酸が多く含まれていて、風邪の予防や肌を美しく保つのに役立つといわれる。果肉の袋や筋の部分にはビタミンPも含まれていて、毛細血管を強くする働きがあるとされる。β-クリプトキサンチンも含まれており、ヒトでは、β-クリプトキサンチンはビタミンA（レチノール）に変換されるためプロビタミンAと見なされている。他のカロテノイドと同様に、β-クリプトキサンチンは抗酸化物質としてフリーラジカルによる酸化的損傷から細胞およびDNAを保護していると考えられている。柑橘類は、デザイナーフーズ計画でがん予防に有効性のあると考えられる40種類ほどの野菜、果実類に含められている。一方、チラミンも含まれており、その血管収縮作用の消失から拡張へ向かう際に片頭痛を引き起こす可能性がある。
かつて、柑橘類はデザイナーフーズ計画のピラミッドで2群に属しており、2群の中でも5位中3位に属する、癌予防効果のある食材であると位置づけられていた。

## 分類（属まで）
Swingle & Reece (1967)の分類を示す。なお、あくまで分類の図示であり、必ずしも系統を反映していない。
- ミカン科ミカン亜科
  - ワンピ連 Clauseneae : 5属（略） ※非単系統[23]
  - ミカン連（カンキツ連）Citreae/Aurantieae
    - トリファシア亜連 Triphasiinae : 8属（略）
    - バルサモシトラス亜連 Balsamocitrinae : 7属（略） ※非単系統[23]
    - ミカン亜連（カンキツ亜連）Citrinae (citrus fruit tree) ※非単系統[23]
      - 原始カンキツ類 (primitive citrus fruit tree) ※非単系統[23]
        - セベリニア属 Severinia
        - プレイオスペルミウム属 Pleiospermium
        - ブルキランサス属 Burkillanthus
        - リムノシトラス属 Limnocitrus
        - ヘスペレスーサ属 Hesperethusa

      - 近縁カンキツ類 (near citrus fruit tree) ※非単系統[23]
        - シトロプシス属 Citropsis
        - アタランティア属 Atalantia

      - 真正カンキツ類 (true citrus fruit tree) : 最も広義（6属）の「柑橘類」
        - エレモシトラス属 Eremocitrus
        - ミクロシトラス属 Microcitrus
        - クリメニア属 Clymenia : これ以降が広義（4属）の「柑橘類」
        - キンカン属 Fortunella : これ以降が狭義（3属）の「柑橘類」
        - カラタチ属 Poncirus
        - ミカン属（カンキツ属） Citrus : 最も狭義の「柑橘類」

ミカン連には、ミカン属、キンカン属、カラタチ属など、約28属（属数は分類により増減する）が含まれる。商業的に重要な種類は、ほとんどミカン属に含まれる。
狭義の柑橘類に含められるキンカン属とカラタチ属は、ミカン属に含める説があり、Penjor et al. (2014)の分子系統もそれを支持する。ただし Lu et al. (2011)の分子系統は、カラタチ属は真正カンキツ類の中で最初に分岐したとする。
さらに最も広義には、エレモシトラス属・ミクロシトラス属までもをミカン属に含める説がある。しかし、この2属は互いに近縁なものの、ミカン属からは比較的（クリメニア属と同程度かそれよりも）遠い。

## 主な種類

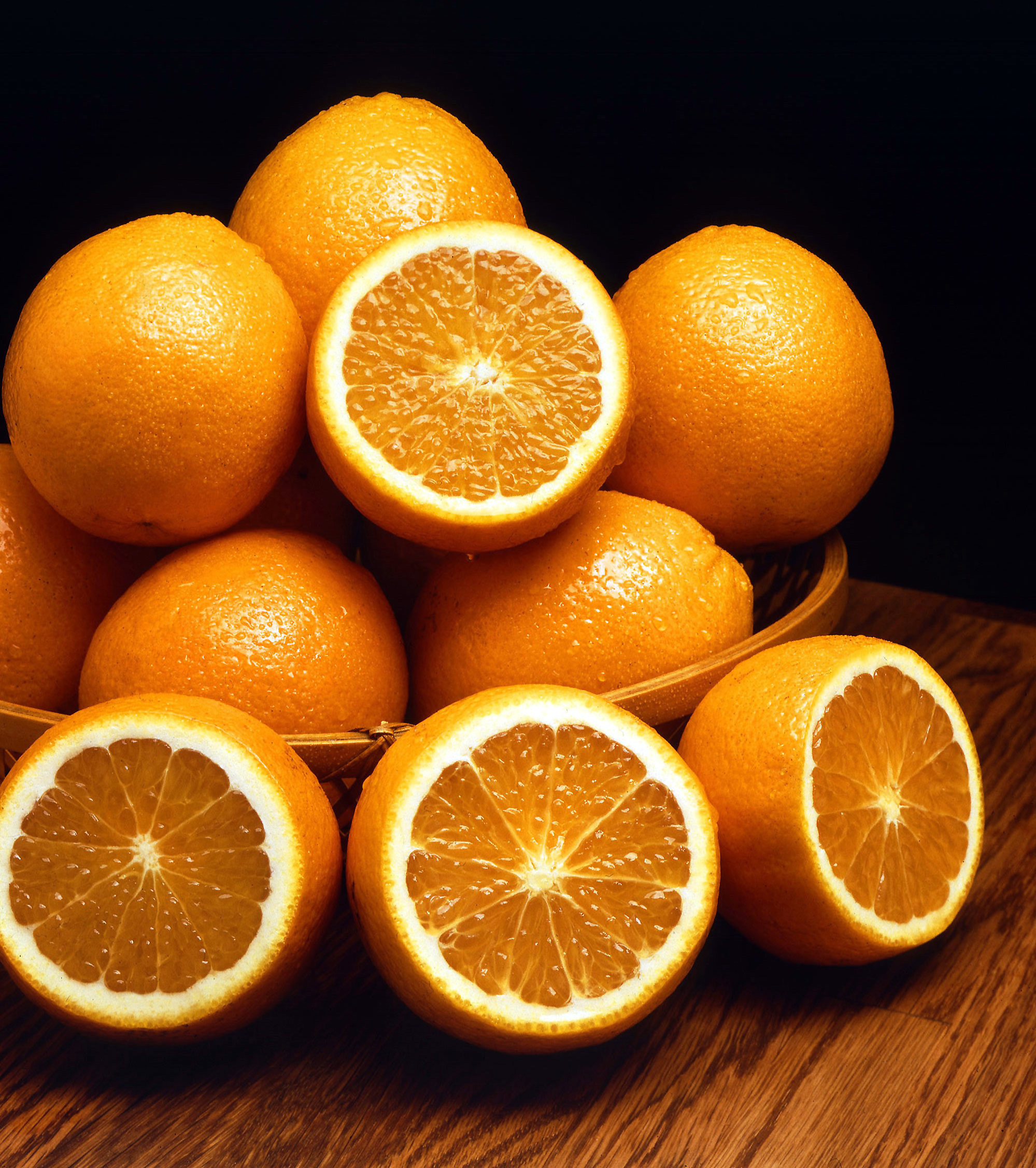
オレンジの果実

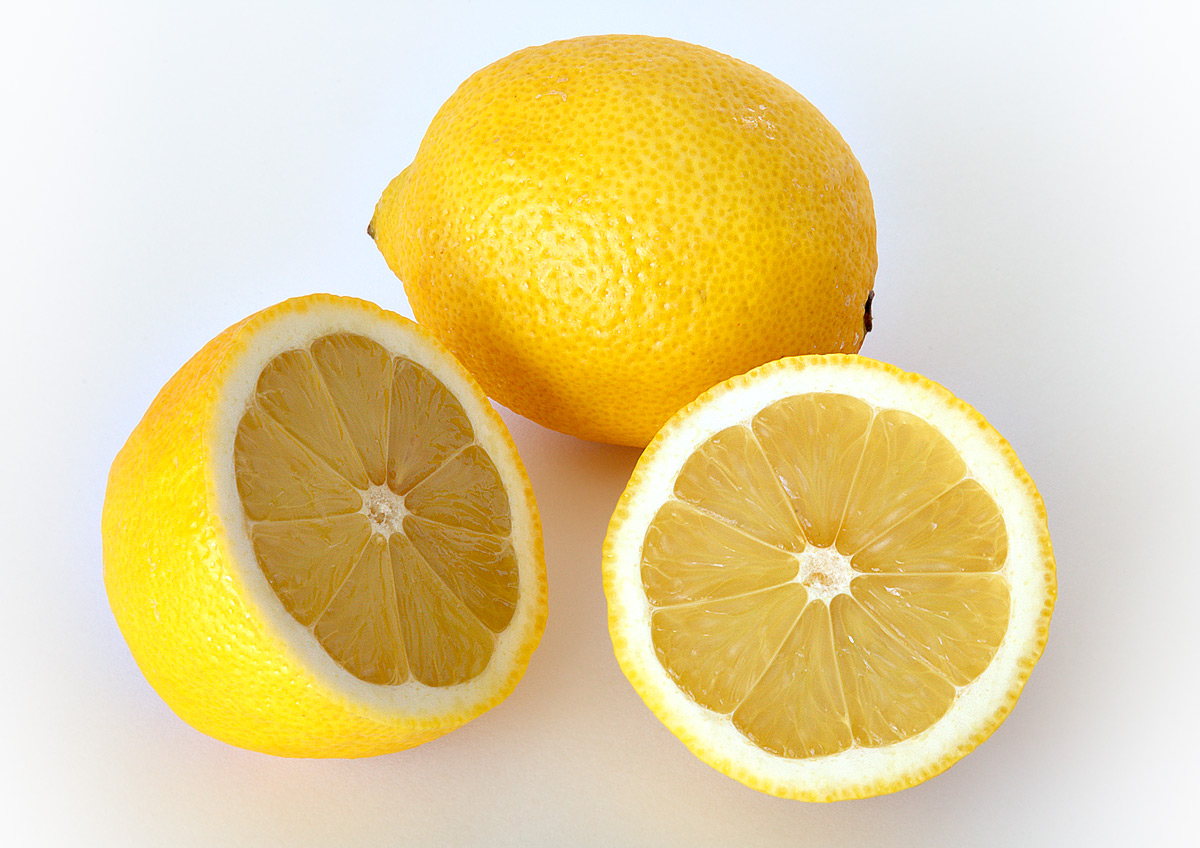
レモンの果実

ウィキペディア日本語版に記事がある種類の一覧は記事末尾を参照。
柑橘類の種分類は学説により種数に大きな差がある。ここで、2つの種名を / で併記した場合は、1つ目が多くの種を認める田中による種名、2つ目が少数の種しか認めないスウィングルによる種名である。

### 古典的分類
田中長三郎のものに基づく区に分けて示す。
- ミカン属（カンキツ属）
  - 初生カンキツ亜属
    - パペダ区
      - カブヤオ Citrus macroptera / C. macroptera
      - セレベスパペダ Citrus celebica
      - ビアソング Citrus micrantha / C. micrantha
      - コブミカン、プルット、スワンギ Citrus hystrix / C. hystrix
      - モフリンキツ、カシーパペダ Citrus latipes / C. latipes

    - ライム区
      - ライム Citrus aurantifolia / C. aurantifoloa
      - タヒチライム Citrus latifolia / C. aurantifolia
      - スイートライム、ミタニンブ Citrus limettioides / C. aurantifolia
      - ベルガモット Citrus bergamia

    - シトロン区
      - シトロン、トルンジュシトロン、変種にブッシュカン Citrus medica / C. medica
      - レモン、変種にポンテローザ Citrus limon / C. limon
      - スイートレモン、リメッタ Citrus limetta
      - ラフレモン Citrus jambhiri / C. limon
      - マイヤーレモン、グラントレモン Citrus meyeri

    - ザボン区
      - ザボン、ブンタン Citrus grandis
      - オオユ、ジャガタラユ Citrus pseudogulgul
      - グレープフルーツ Citrus paradisi
      - キヌカワ Citrus glaberrima
      - ヤマミカン Citrus intermedia
      - ハッサク Citrus hassaku
      - コトウカン Citrus kotokan

    - ダイダイ区
      - ナルトミカン、ナルト Citrus medioglobosa
      - ナツミカン Citrus natsudaidai
      - ナツコウジ Citrus obovoidea
      - オオタチバナ、コトブキカン Citrus otachibana
      - サンポウカン Citrus sulcata
      - ダイダイ、サワーオレンジ Citrus aurantium / C. aurantium
      - キノット、マートルリーフオレンジ Citrus myrtifolia / C. aurantium
      - サツマキコク、コネジメ Citrus neoaurantium
      - スイートオレンジ Citrus sinensis / C. sinensis
      - フナドコ Citrus funadoko
      - タンカン Citrus tankan / C. sinensis
      - イヨカン Citrus iyo
      - シュンコウカン Citrus shunkokan [* 1]
      - ナンショウカン
      - キクダイダイ Citrus canaliculata / C. aurantium
      - ウジュキツ Citrus ujukitsu
      - ヒュウガナツ Citrus tamurana
      - カワバタミカン、カワバタ Citrus aurea

  - 後生カンキツ亜属
    - ユズ区
      - ヒュウガナツ Citrus tamurana
      - シュンコウカン Citrus shunkokan [* 1]
      - イーチャンチー、ケツアシュフウ、イーチャンゲンシス、イーチャンパペダ Citrus ichangensis / C. ichangensis
      - ユズ Citrus junos / C. ichangensis
      - ハナユ Citrus hanaju / C. ichangensis
      - スダチ Citrus sudachi / C. ichangensis
      - ユコウ Citrus yuko / C. ichangensis
      - タクマスダチ、ナオシチ Citrus takuma-sudachi / -
      - カボス Citrus sphaerocarpa / C. ichangensis
      - ギショウキ
      - コウライタチバナ Citrus nipponokoreana

    - ミカン区
      - 真正ミカン亜区
        - キング、クネンボ Citrus nobilis / C. reticulata
        - ウンシュウミカン Citrus unshiu / C. reticulata
        - ヤツシロミカン、ヤツシロ Citrus yatsushiro / C. reticulata

      - コミカン亜区
        - ケラジ、変種としてカブチ Citrus keraji / C. reticulata
        - マンダリン、変種としてポンカン Citrus reticulata / C. reticulata
        - チチュウカイマンダリン Citrus deliciosa / C. reticulata
        - オオベニミカン、ダンシータンゼリン Citrus tangerina / C. reticulata
        - タチバナ Citrus tachibana
        - キシュウミカン Citrus kinokuni / C. reticulata
        - シークヮーサー Citrus depressa / C. reticulata
        - コウジ Citrus leiocarpa / C. reticulata
        - ゲンショウカン Citrus genshokan / C. reticulata

      - 亜区不明
        - アルゼリアン、クレメンティン、クレメンタイン Citrus clementina / C. reticulata
        - ベニコウジ (柑橘類)、ダイコウジ Citrus benikoji
        - マンキツ Citrus tardiferax
        - スンキー、サンキツ Citrus sunki / C. reticulata
        - クレオパトラ Citrus reshni / C. reticulata
        - フムティアテンガ Citrus indica

    - トウキンカン区
      - トウキンカン、シキキツ Citrus madurensis
- カラタチ属
  - カラタチ Poncirus trifoliata
  - ヒリュウ Poncirus trifoliata var.monstrosa
- キンカン属
  - 真正キンカン亜属
    - マルミキンカン Fortunella japonica
    - ナガミキンカン Fortunella margarita
    - ニンポウキンカン、ネイハキンカン Fortunella crassifolia

  - 金豆亜属
    - キンズ Fortunella hindsii
- クリメニア属
  - クリメニア Clymenia polyandra

（*注記）
1. 1 2  平凡社『世界大百科事典』はユズ区、小学館『日本大百科全書』はダイダイ区とする。

### 系統での分類
Penjor et al. (2013)の分子系統による。
彼らによると、ミカン属は3つのクラスタに分かれる。カラタチ属・キンカン属は、ミカン属の中で各クラスタと同等の枝をそれぞれなす。クリメニア属・エレモシトラス属・ミクロシトラス属は、それら3属からは少し離れている。
田中による区のいくつかは複数のクラスタにまたがる。また、スウィングルはミカン属を2亜属 Citrus と Papeda に分けたが、この分類も系統から支持されない。
- ミカン属
  - マンダリンクラスタ
    - ウンシュウミカン Citrus unshiu / C. reticulata
    - シークヮーサー Citrus depressa / C. reticulata
    - アルゼリアン、クレメンティン、クレメンタイン Citrus clementina / C. reticulata
    - ポンカン（変種） Citrus reticulata / C. reticulata
    - オオベニミカン、ダンシータンゼリン Citrus tangerina / C. reticulata
    - チチュウカイマンダリン Citrus deliciosa / C. reticulata
    - キシュウミカン Citrus kinokuni / C. reticulata
    - タンカン Citrus tankan / C. sinensis
    - キング Citrus nobilis[* 1]/ C. reticulata
    - クレオパトラ Citrus reshni / C. reticulata
    - コウジ Citrus leiocarpa / C. reticulata
    - ラフレモン Citrus jambhiri / C. jambhiri
    - スンキー、サンキツ Citrus sunki / C. reticulata
    - シカイカン Citrus suhuiensis / C. reticulata
    - ユズキチ Citrus yuzukichi / -
    - ゲンショウカン Citrus genshokan / C. reticulata
    - シマミカン - / C. reticulata
    - タチバナ Citrus tachibana / C. tachibana
    - ユズ Citrus junos / C. ichangensis
    - ハナユ Citrus hanaju / C. ichangensis
    - マツダスダチ Citrus acidoglobosa / -
    - イーチャンチー、ケツアシュフウ、イーチャンゲンシス、イーチャンパペダ Citrus ichangensis / C. ichangensis

  - カラタチ属
    - カラタチ Poncirus trifoliata
    - ヒリュウ Poncirus trifoliata var.monstrosa

  - キンカン属
    - ニンポウキンカン、ネイハキンカン Fortunella crassifolia
    - キンズ Fortunella hindsii
    - マルミキンカン Fortunella japonica
    - ナガミキンカン Fortunella margarita
    - チョウジュキンカン、フクシュウキンカン Fortunella obovata
    - ナガハキンカン、ナガバキンカン Fortunella polyandra

  - ブンタンクラスタ
    - ザボン、ブンタン Citrus maxima / C. maxima
    - ナツミカン Citrus natsudaidai / C. maxima
    - ザンボ Citrus nanseiensis / -
    - キンコウジ Citrus obovoidea / C. maxima
    - キクダイダイ Citrus canaliculata / C. aurantium
    - カブヤオ Citrus macroptera / C. macroptera
    - コブミカン、プルット、スワンギ Citrus hystrix / C. hystrix
    - ライム Citrus aurantifolia / C. aurantifolia
    - ビアソング Citrus micrantha / C. micrantha
    - モフリンキツ、カシーパペダ Citrus latipes / C. latipes
    - ダイダイ、サワーオレンジ Citrus aurantium / C. aurantium
    - レモン Citrus limon / C. limon
    - タヒチライム Citrus latifolia / C. aurantifolia
    - フィンガーライム Citrus australasica / C. australasica
    - キノット、マートルリーフオレンジ Citrus myrtifolia / C. aurantium
    - スイートオレンジ Citrus sinensis / C. sinensis
    - イーチャンレモン Citrus wilsonii / C. ichangensis
    - スイートライム、ミタニンブ Citrus limettioides / C. aurantifolia
    - クネンボ Citrus nobilis[* 1]/ C. reticulata
    - ケラジ Citrus keraji / C. reticulata
    - オートー Citrus oto / C. reticulata
    - タロガヨ Citrus tarogayo / C. reticulata
    - ビンキツ Citrus platymamma / C. reticulata
    - カボス Citrus sphaerocarpa / C. ichangensis
    - スダチ Citrus sudachi / C. ichangensis
    - キズ Citrus kizu / -
    - ユコウ Citrus yuko / C. ichangensis
    - タクマスダチ、ナオシチ Citrus takuma-sudachi / -
    - ジャバラ Citrus jabara / -
    - モチユ Citrus inflata / C. ichangensis
    - ヤツシロ Citrus yatsushiro / C. reticulata

  - シトロンクラスタ
    - シトロン、トルンジュシトロン Citrus medica / C. medica
- クリメニア属
- ミクロシトラス属 + エレモシトラス属

（*注記）
1. 1 2  キングとクネンボは、学説を問わず同種とされるが、系統位置が大きく離れる結果が出た。

### その他の分類
上記以外に、一般的に使用される分類を示す。
- カンキツ属
  - みかん（蜜柑）類 - いわゆる「みかん」で、温州みかんに代表される種類[25][28]。皮がやわらかく、手で手軽にむけるもの。[29]
    - ウンシュウミカン（温州蜜柑）
    - ポンカン（別名：マンダリンオレンジ）
    - 紀州みかん（小みかん）
    - タチバナ（橘）
    - コウジ（柑子）

  - オレンジ類 - いわゆる「オレンジ」で、みかんよりも皮が厚い[25]。生食が可能なスイートオレンジと、酸味が強くて酢やマーマレードなどの加工用に用いられるサワーオレンジに大別される[28]。
    - バレンシアオレンジ
    - ネーブルオレンジ
    - ブラッドオレンジ
    - ベルガモット
    - ダイダイ（橙）[* 1]
    - 福原オレンジ

  - グレープフルーツ類 - グレープフルーツの名は、1本の枝にたくさんの実がなっている様子がブドウの房のように見えることから[28]。果肉が薄いクリーム色をした「マーシュ」とよばれる種類と、果肉がピンクがかった色をした「ルビー」とよばれる種類がある[28]。
    - グレープフルーツ

  - タンゴール類 - みかん類とオレンジ類の交雑種[25][26]。タンゴールの名は、みかんの英名である tangerine（タンジェリン） の「tang」と、orange（オレンジ）の「or」を組み合わせて名づけられたといわれている。皮がむきやすく、オレンジに似た香りと甘みが特徴。
    - イヨカン（伊予柑）[* 2]
    - 清見（清美タンゴール）
    - はるみ
    - せとか
    - タンカン
    - 不知火（デコポン）[* 3]
    - 天草
    - 美娘
    - マーコット（マーコットオレンジ）

  - タンゼロ類 - みかんとグレープフルーツの交雑種、またはみかんとザボンの交雑種[25][26]。タンゼロの名は、みかんの英名 tangerine（タンジェリン） の「tang」と、pomelo（ザボン）の「elo」を組み合わて名付けられたとされる[28]。皮はみかんと同程度に薄いがやや硬く、果肉が柔らかく瑞々しいのが特徴[28]。
    - セミノール
    - タンジェロ
    - ミネオラ
    - スイートスプリング

  - 香酸かんきつ類 - 香りや酸味が強く、そのまま食べることには向かない柑橘の総称[25][26]。料理の香りづけやアクセントに使われる[28]。この分類は系統によるものではなく、用途による[28]。
    - ユズ（柚子・柚）
    - カボス（香母酢）
    - スダチ（酢橘）
    - レモン（グリーンレモン、マイヤーレモン、ポンデローザ）
    - ダイダイ（橙）[* 1]
    - シークワーサー
    - ジャバラ（じゃばら）
    - ブッシュカン（仏手柑）
    - ライム（メキシカンライム、タヒチライム）
    - シトロン
    - ハナユ（ハナユズ）
    - ヒメレモン（姫レモン、紅レモン）
    - シシユズ（獅子柚子、鬼柚子）

  - ザボン類（ブンタン〈文旦〉類） - 柑橘類の中でも、果実が最も大きくて皮が厚いのが特徴[25][26][28]。
    - ザボン（ブンタン〈文旦〉）
    - バンペイユ（晩白柚）
    - ヘベズ（平兵衛酢、ヘベス）
    - ユコウ（柚柑）

  - 雑柑類 - 起源が曖昧な、自然交雑種の総称[28]。
    - ナツミカン（夏みかん、ナツダイダイ〈夏橙〉）
    - 甘夏（川野ナツダイダイ〈川野夏橙〉）
    - ハッサク（八朔）
    - 不知火（デコポン）[* 3]
    - イヨカン（伊予柑）[* 2]
    - ヒュウガナツ（日向夏、小夏、ニューサマーオレンジ）
    - サンポウカン（三宝柑）
    - カワチバンカン（河内晩柑、ジューシーオレンジ、ミショウカン〈美生柑〉）
    - オウゴンカン（黄金柑、ゴールデンオレンジ）
- キンカン属
  - キンカン類
    - キンカン（金柑）
    - ネイハキンカン（寧波金柑）
    - ナガキンカン（長金柑）
    - マルキンカン（丸金柑）
    - ナガキンカン（ナガミキンカン、キンキツ）
- カラタチ属
  - カラタチ類 - 果実は食用には適していないが、柑橘類の栽培ではカラタチの根から地面に近い部分を台木として使われる[28]。
    - カラタチ（枳）

（*注記）
1. 1 2  オレンジ類または香酸かんきつ類に分類される。
2. 1 2  ミカン類とオレンジ類から作られたとされた交雑種。カイコウカン（海紅柑）とダンシー（大紅みかん）の交配種。タンゴール類または雑柑類に分類される。
3. 1 2  清見とポンカンの交配種。タンゴール類または雑柑に分類される。

## 病気
- カンキツグリーニング病（柑橘類に被害を与える病害）
- 温州萎縮病（特に温州ミカンに被害を与える病害）
- カンキツかいよう病（柑橘類の果実、葉、枝などに病斑を作る病害）

## 着色料
- シトラスレッド2